# ピカーダ

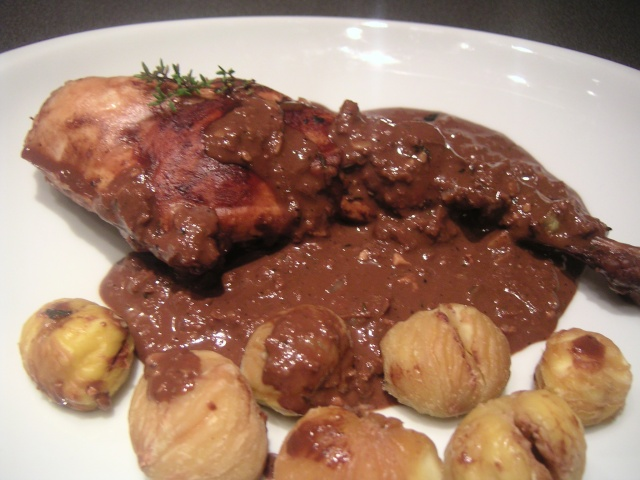
ピカーダで味付けした料理

ピカーダ(picada)は、スペイン料理に不可欠な特徴的なソース、調理技法である。スペインの中でも特にカタルーニャ州とバレンシアで典型的に見られる。マヨネーズやルメスクのような単品のソースではなく、調理中に調味料として使われる。
調理の際には、ソフリットのような別のソースを先に加え、ピカーダは調理が終わる直前に加えることが多い。ピカーダは調理中に出る汁を混合し濃度を高めるために用いられ、肉、魚、米、スープ、豆、野菜等を用いた多くのレシピに優れた仕上がりをもたらす。材料は様々であるが、ニンニク、サフラン、パセリ等が良く用いられる。さらにシナモン、鶏又はウサギのレバー、チョコレート、クミン、ハーブやその他のスパイス等が加えられることがある。
基本的には、アーモンド、パン、何等かの水分をすり鉢内で混ぜて作る。アーモンドはヘーゼルナッツ、松の実、クルミやこれらの組み合わせで代替することもある。硬い乾パンはトーストするか油で揚げてすり鉢内で砕くが、甘いビスケットやクッキーで代替することもある。水分としては、ジュースを用いることが多いが、出汁や湯を使うこともある。

## 歴史的な背景と他国の状況
歴史的には、アーモンドのピカーダは、カタルーニャ料理が成立した極初期から記録されている。最も古い中世の論文にも既に現れている。オクシタニア料理やイタリア料理のような近隣の他の地中海料理でも、ペスト等の本質的に類似したソースが見られる。
アルゼンチンでは、「ピカーダ」は、ハム、ペパロニ、ソーセージ、パテ等のコールドカット、またブルーチーズやペコリーノ、パルミジャーノ・レッジャーノ等のチーズ類を意味する。これらは通常、ディップ、パン、オリーブ、ナッツ等を添えて提供される。